# Lago Bagakain

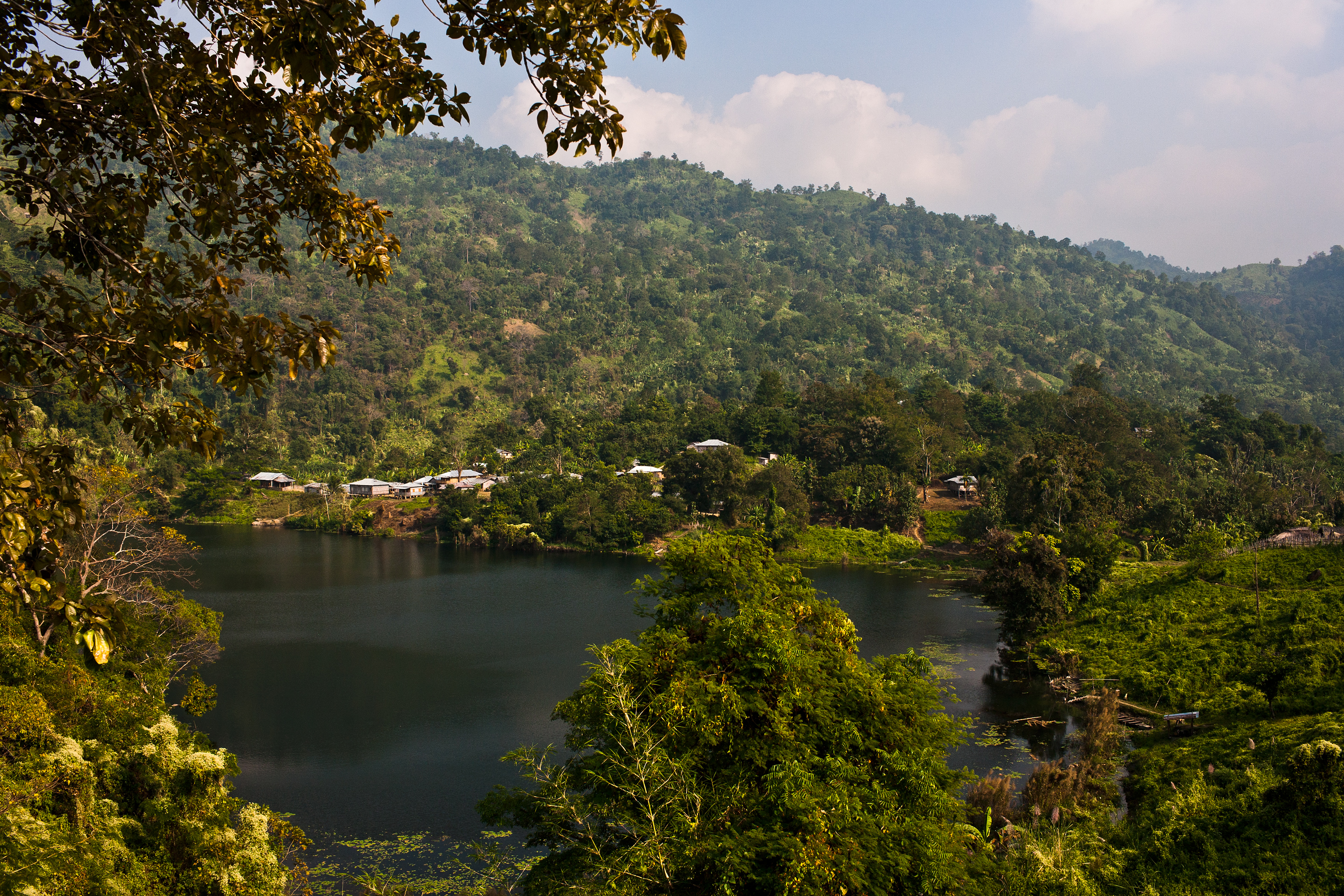
Vista de parte del lago.

El lago Bagakain es un cuerpo de agua localizado en el subdistrito (upazila) de Ruma de la zila de Bandarban, al sureste de Bangladés. Es un profundo lago de agua dulce que se encuentra a una altitud de 380 m s. n. m.. Los geólogos creen que es el cráter de un volcán muerto. Tiene forma rectangular.
Una leyenda cuenta que el lago se formó después de que los habitantes de una villa mataran a una diosa, la cual se apareció posteriormente en forma de dragón, destruyó la villa y en su lugar hizo surgir el lago.